# (506479) 2003 HB57
(506479) 2003 HB57 — экстремальный транснептуновый объект протяжённого рассеянного диска во внешней области Солнечной системы; объект обладает диаметром около 180 км. Был открыт астрономами в обсерватории Мауна-Кеа 26 апреля 2003 года.

## Описание
2003 HB57 обращается вокруг Солнца на расстоянии 38,1-294,2 а. е. с периодом 2141 год и 10 месяцев (782317 дней). Орбита обладает эксцентриситетом 0,77 и наклоном 15 градусов относительно плоскости эклиптики.

### Протяжённый рассеянный диск
2003 HB57 является одним из группы экстремальных транснептуновых объектов с перигелийными расстояниями 30 а. е. или больше и большими полуосями около 150 а. е. и выше. Такие объекты на могли попасть на современные орбиты без гравитационного влияния со стороны некоторого возмущающего объекта, что приводит к необходимости изучения вопроса о существовании девятой планеты.

### Физические характеристики
2003 HB57 обладает спектром типа BR, оценка диаметра составляет от 147 до 200 км на основе величины альбедо от 0,09 до 0,04, соответственно.